# Igreja Evangélica Luterana do Paraguai
A Igreja Evangélica Luterana do Paraguai (em espanhol: Iglesia Evangélica Luterana del Paraguay (IELP)) é uma igreja luterana localizada no Paraguai e filiada ao Concílio Luterano Internacional (ILC).
Foi fundada no ano de 1983 como uma cisão da Igreja Evangélica Luterana da Argentina (IELA), e atualmente, conta com aproximadamente 4 000 membros batizados, distribuidos em 62 congregações, 12 paróquias e 13 pastores ativos. Sua sede atual é na cidade de Hohenau, departamento de Itapúa.